# 520 (tal)
520 är det naturliga heltal som följer 519 och följs av 521.

## Matematiska egenskaper
- 520 är ett jämnt tal.
- 520 är ett sammansatt tal.
- 520 är ett praktiskt tal.

## Inom vetenskapen
- 520 Franziska, en asteroid.